# Ächerlipass
L'Ächerlipass è un passo di montagna tra il Canton Obvaldo e il Canton Nidvaldo, collega la località di Kerns con Dallenwil. Scollina ad un'altitudine di 1 398 m s.l.m.